# Erigeron chiriquensis
Erigeron chiriquensis là một loài thực vật có hoa trong họ Cúc. Loài này được Standl. mô tả khoa học đầu tiên năm 1940.